# Замок Менар
Менар (фр. Château de Menars) — луарское шато маркизы де Помпадур, приобретённое ею в 1760 году за астрономическую сумму в миллион ливров у наследников богатого откупщика Гийома Шаррона, построившего его в 1646 году. Помпадур наняла для расширения дворца королевского архитектора Анжа-Жака Габриэля. После смерти фаворитки усадьбу унаследовал её брат, по заданию которого дворец осовременил Жак-Жермен Суффло.